# Ressons-l'Abbaye
Ressons-l'Abbaye is een plaats en voormalige gemeente in het Franse departement Oise in de regio Hauts-de-France en telt 93 inwoners (2009). De plaats maakt deel uit van het arrondissement Beauvais.

## Geschiedenis
De gemeente maakte deel uit van het kanton Méru. Toen dit kanton op 22 maart 2015 werd opgeheven werd Ressons-l'Abbaye opgenomen in het kanton Chaumont-en-Vexin. Op 1 januari 2017 fuseerde de gemeente met Le Déluge en La Neuville-d'Aumont tot de commune nouvelle La Drenne.

## Geografie
De oppervlakte van Ressons-l'Abbaye bedraagt 5,3 km², de bevolkingsdichtheid is dus 17,5 inwoners per km².
De onderstaande kaart toont de ligging van Ressons-l'Abbaye met de belangrijkste infrastructuur en aangrenzende gemeenten.

## Demografie
Onderstaande figuur toont het verloop van het inwonertal.
Le Déluge · La Neuville-d'Aumont · Ressons-l'Abbaye